# Via Latina

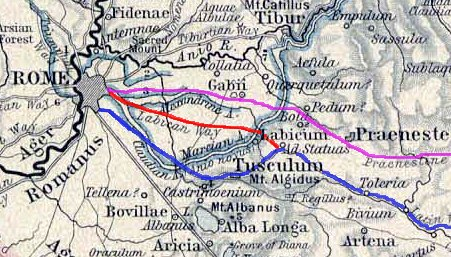
Via Latina (blau), Via Labicana (rot) und Via Praenestina (lila)

Die Via Latina (deutsch Latinische Straße) ist eine der ältesten Römerstraßen, war aber keine Neuanlage, sondern nur der Ausbau einer bereits bestehenden älteren Straße.
Als Römerstraße stammt sie aus dem 5. oder 4. Jahrhundert v. Chr. Sie verließ die Stadt Rom durch die Porta Latina und führte etwa 147 römische Meilen (218 km) nach Südosten durch das Gebiet der Latiner über die Städte Anagni, Ferentinum und Frosinone nach Capua. Dort gab es einen Anschluss an die Via Appia. Die Via Appia wurde 312 v. Chr. als schnellere Verbindung parallel zur Via Latina angelegt.
Entlang der Via Latina liegen einige römische Ruinen, darunter der restaurierte Tempel der Valerier und der Prachttempel der Barberini. Am dritten Meilenstein der Via Latina befinden sich die freigelegten Fundamente und einige Säulen der Basilika Santo Stefano in Via Latina aus dem 5. Jahrhundert.
Die Via Latina ist heute als Via Casilina (SS 6) Teil des italienischen Fernverkehrnetzes.